# Emma Ayres
Emma Ayres (* 1967 in Dover, England) ist eine britisch-australische Bratschistin, Musiklehrerin und Hörfunkmoderatorin. Sie ist bekannt für ihre Arbeit für den australischen Sender ABC Classic FM und für Wohltätigkeitsprojekte.

## Leben
Emma Ayres wuchs im mittelenglischen Shrewsbury mit drei Geschwistern auf. Auf Wunsch ihrer alleinerziehenden Mutter lernte sie zunächst Geige, obwohl sie sich zum Cello hingezogen fühlte. Als sie zwölf Jahre alt war, brachte ein Musiklehrer sie zur Bratsche, die sie lieben lernte. Sie studierte am Royal Northern College of Music in Manchester und vertiefte nach dem dortigen Abschluss ihre Studien an der Hochschule der Künste in Berlin und der Royal Academy of Music in London. Sie spielte zwölf Jahre als Bratschistin, davon acht Jahre im Hong Kong Philharmonic Orchestra.
2000 fuhr Ayres mit einem Fahrrad in neun Monaten von Shropshire in England nach Hongkong, und legte auf der Reise – deren Route über Pakistan führte – rund 16.000 Kilometer zurück. Sie unternahm die Alleintour mit dem Rad als Fundraising, damit ein aus finanziellen Gründen aufgegebenes Musiktherapieprogramm für behinderte Kinder fortgesetzt werden konnte. Ihrem Fahrrad gab sie den Namen „Vita“, nach Vita Sackville-West, der Freundin von Virginia Woolf. Unterwegs beschloss Ayres, zwei Dinge zu beginnen: Cello zu lernen und Arbeit im Hörfunk zu suchen. So moderierte sie 2001 in Hongkong beim Sender Radio Television Hong Kong (RTHK) eine Frühstückssendung zu klassischer Musik.
2003 übersiedelte sie nach Australien, wo sie 2010 die australische Staatsbürgerschaft erhielt. In ihrer neuen Heimat moderierte sie von Februar 2008 bis Oktober 2014 ein Frühstücks-Programm bei der Australian Broadcasting Corporation (ABC) für dessen klassischen Sender ABC Classic FM. Die Sendung unter dem Titel Classic Breakfast (englisch, ‚Klassik-/Klassisches Frühstück‘) lief von 5:35 Uhr bis 9 Uhr. Es war ihr bewusst, dass für viele Hörer ihre Stimme die erste war, die sie am Morgen hörten. Sie kommentierte ihre Arbeit: „Every morning I get to work with all these incredible composers, like Beethoven and Handel and Haydn and Sculthorpe. Just amazing producers of art.“ (engl., ‚Jeden Morgen darf ich mit all diesen unglaublichen Komponisten arbeiten, wie Beethoven und Händel und Haydn und Sculthorpe. Einfach erstaunliche Kunst-Produzenten.‘) Im Rahmen ihrer Sendung interviewte sie viele klassische Musiker, darunter das Tokyo String Quartet auf seiner Abschieds-Tournee.
Seit 2008 unterrichtet Ayres außerdem an der Schule Melbourne Girls Grammar und gibt zudem privaten Cellounterricht. Darüber hinaus spielte sie in Kabul mit dem Afghan Youth Orchestra, wirkte im Bombay Chamber Orchestra mit und unternahm eine Europa-Tournee mit dem Australian Youth Orchestra. Sie moderiert regelmäßig beim Huntington Festival für Neue Musik. Nach den Überschwemmungen in Queensland 2010/2011 half sie durch Straßen-Auftritte in Sydney und Melbourne, über 11.000 AU$ für die Opfer zu sammeln.
2014 veröffentlichte Ayres ihre Erinnerungen unter dem Titel Cadence: Travels with music – A Memoir (engl., ‚Kadenz: Reisen mit Musik‘). Sie widmete das Buch ihrer Mutter.
2016 nahm sie den Namen Eddie Ayres an.

## Veröffentlichung
- Cadence: Travels with music – A Memoir. ABC Books/HarperCollins, Sydney 2014, ISBN 978-0-7333-3189-3.